# Frederikshavn Jernstøberi og Maskinværksted
Frederikshavn Jernstøberi og Maskinværksted, från 1898 Frederikshavn's Jernstøberi og Maskinfabrik, var ett danskt verkstadsföretag i Fredrikshavn.
Frederikshavn Jernstøberi og Maskinfabrik grundades 1883 som ett gjuteri av bröderna Houmøller. Det tillverkade kakelugnar och från 1898 Alpha tändkulemotorer till danska fiskebåtar.
Företaget gick i konkurs 1933 och rekonstruerades som Frederikshavn's Jernstøberi og Maskinfabrik A/S. År 1939 köptes det av Burmeister & Wain A/S. Det bytte senare namn 1953 till Alpha Diesel A/S och blev 1980 en division inom B & W. Burmeister & Wain köptes av MAN SE 1983 och blev MAN B&W Diesel, sedermera 2008 MAN Diesel|MAN Diesel SE.  Gjuteriet och den mekaniska verkstaden i Fredrikshamn lades ned 2010, varvid produktionen flyttades till Tyskland.
Alphamotorerna var först två- och fyrtaktsmotorer, senare två- och fyrtakts lågvarviga dieselmotorer. Bröderna Houmøller gjorde 1898 sin första lågtrycks, fyrtakts råoljemotor med liggande cylinder med förebild av Dan-motorn. från Peter
Jørgensens (1859–1909) Motorfabrikken Dan. Från 1901 tillverkades den med stående cylinder.

## Chefer[2]
- 1883–1929 Lauritz Peter Houmøller (1855–1929)
- 1929–33 Frithjof Houmøller (1885–1972)
- 1933–68 Aage Laursen (1899–1968)